# Besitz
Besitz es un municipio situado en el distrito de Ludwigslust-Parchim, en el estado federado de Mecklemburgo-Pomerania Occidental (Alemania), a una altitud de 10 metros. Su población a finales de 2016 era de 451 habs. y su densidad poblacional, 20 hab/km².
Se encuentra ubicado junto a la frontera con Sajonia-Anhalt.